# 沃思縣 (喬治亞州)
沃思縣（英語：Worth County）是美國喬治亞州南部的一個縣。面積1,488平方公里。根據美國2000年人口普查，共有人口21,967人。縣治西爾維斯特（Sylvester）。
成立於1853年12月20日。縣名紀念美墨戰爭英雄威廉·詹金斯·沃思。